# Lock, Stock...
Lock, Stock...  è una serie televisiva britannica in 7 episodi trasmessi per la prima volta nel corso di una sola stagione nel 2000.
Ispirata al film Lock & Stock - Pazzi scatenati (1998), è una commedia con risvolti drammatici incentrata sulle vicende di quattro amici di Londra.

## Trama
Un gruppo di quattro amici (Bacon, Moon, Jamie e Lee) di Londra frequentano il Lock, un pub. Ogni episodio è incentrato su una loro strampalata impresa d'affari e la commedia degli equivoci che ne deriva. Ralph Brown compare nel ruolo del capo della malavita locale "Miami Vice" (un riferimento alla serie televisiva Miami Vice) ed è spesso coinvolto nelle vicende dei quattro ragazzi.

## Personaggi e interpreti
- Miami Vice (7 episodi, 2000), interpretato da Ralph Brown, doppiato da Fabrizio Temperini.
- Moon (7 episodi, 2000), interpretato da	Daniel Caltagirone, doppiato da Gianluca Machelli.
- Jamie (7 episodi, 2000), interpretato da Scott Maslen, doppiato da Daniele Barcaroli.
- Bacon (7 episodi, 2000), interpretato da Shaun Parkes, doppiato da Marco Baroni.
- Lee (7 episodi, 2000), interpretato da Del Synnott, doppiato da Emiliano Coltorti.
- Three Feet (6 episodi, 2000), interpretato da Christopher Adamson.
- Barbie (5 episodi, 2000), interpretata da Lorraine Chase.
- Tanya (5 episodi, 2000), interpretata da Lisa Rogers.
- Kouros (3 episodi, 2000), interpretato da Mario Kalli.
- Johan (3 episodi, 2000), interpretato da Christopher Rowe.
- Nefarius (2 episodi, 2000), interpretato da George Antoni.
- Jaap (2 episodi, 2000), interpretato da	Martin Freeman, doppiato da Gabriele Lopez.
- Laura (2 episodi, 2000), interpretata da Nikki Grosse.
- Jordi (2 episodi, 2000), interpretato da	Nikolaj Coster-Waldau.
- Zio Derek (2 episodi, 2000), interpretato da Nick Brimble.
- Zio Brian (2 episodi, 2000), interpretato da Ian Brimble.
- Michael (2 episodi, 2000), interpretato da Jack Warren.
- Mr. Bone (2 episodi, 2000), interpretato da Tim Perrin.

## Produzione
La serie fu prodotta da Ginger Productions  Le musiche furono composte da John Lunn e Jim Williams. Tutti i titoli degli episodi iniziano con "Lock, Stock ... e", seguita da una frase che descrive il contenuto dell'episodio. Si tratta di un gioco di parole sul titolo del film Lock & Stock - Pazzi scatenati. Il pilot dura 87 minuti. I sei episodi rimanenti durano in media 50 minuti.

### Registi
Tra i registi della serie sono accreditati:
- Nick Jones in 2 episodi (2000)
- Rudolf Mestdagh in 2 episodi (2000)
- David Thacker in 2 episodi (2000)

### Sceneggiatori
Tra gli sceneggiatori della serie sono accreditati:
- Chris Baker in 5 episodi (2000)
- Andrew Day in 5 episodi (2000)
- Bernard Dempsey in 2 episodi (2000)
- Kevin McNally in 2 episodi (2000)
- Guy Ritchie in 1 episodio (2000)

## Distribuzione
La serie fu trasmessa nel Regno Unito dal 29 maggio 2000 all'11 luglio 2000 sulla rete televisiva Channel 4. In Italia è stata trasmessa dal 26 luglio 2005 su Fox con il titolo Lock, Stock....
Alcune delle uscite internazionali sono state:
- nel Regno Unito il 29 maggio 2000 (Lock, Stock...)
- in Svezia il 6 giugno 2001
- in Australia il 7 agosto 2001
- in Francia il 9 settembre 2001 (Lock, Stock...)
- in Finlandia il 28 ottobre 2002  (Puuta heinää ja muutama vesiperä)
- in Germania (Bube, Dame, König, grAs - Die Serie)
- in Italia il 26 luglio 2005 (Lock, Stock...)

## Episodi
| Stagione       | Episodi | Prima TV UK | Prima TV Italia |
| -------------- | ------- | ----------- | --------------- |
| Prima stagione | 7       | 2000        | 2005            |